# Lista de deputados estaduais do Ceará para 31.ª legislatura
Esta é a Lista de deputados estaduais do Ceará para 31.ª legislatura, período que corresponde de 1.º de fevereiro de 2023 até 1.º de fevereiro de 2027.

## Mesa Diretora
A composição da mesa diretora da Assembleia Legislativa do Ceará durante os dois biênios da 31.ª Legislatura teve a seguinte formação:
| 1.º Biênio (2023-2024)                          | 1.º Biênio (2023-2024)  | 2.º Biênio (2025-2026)                          | 2.º Biênio (2025-2026)       |
| Presidência                                     | Presidência             | Presidência                                     | Presidência                  |
| ----------------------------------------------- | ----------------------- | ----------------------------------------------- | ---------------------------- |
| Presidente                                      | Evandro Leitão (PT)     | Presidente                                      | Romeu Aldigueri (PSB)        |
| 1.º Vice-presidente                             | Fernando Santana (PT)   | 1.º Vice-presidente                             | Danniel Oliveira (MDB)       |
| 2.º Vice-presidente                             | Osmar Baquit (PDT)      | 2.ª Vice-presidente                             | Larissa Gaspar (PT)          |
| Secretarias                                     |                         |                                                 |                              |
| 1.º Secretário                                  | Danniel Oliveira (MDB)  | 1.º Secretário                                  | De Assis Diniz (PT)          |
| 2.ª Secretária                                  | Juliana Lucena (PT)     | 2.º Secretário                                  | Jeová Mota (PSB)             |
| 3.º Secretário                                  | João Jaime (PP)         | 3.º Secretário                                  | Felipe Mota (UNIÃO)          |
| 4.º Secretário                                  | Oscar Rodrigues (UNIÃO) | 4.º Secretário                                  | João Jaime (PP)              |
| Demais Cargos                                   |                         |                                                 |                              |
| Corregedor Parlamentar                          | Júlio César Filho (PDT) | Corregedor Parlamentar                          | Lucílvio Girão (PSD)         |
| Ouvidor Parlamentar                             | Leonardo Pinheiro (PP)  | Ouvidor Parlamentar                             | Leonardo Pinheiro (PP)       |
| Prucuradora Especial da Mulher                  | Lia Gomes (PDT)         | Prucuradora Especial da Mulher                  | Juliana Lucena (PT)          |
| Secretario de Defesa das Prerrog. Parlamentares | Fernando Hugo (PSD)     | Secretario de Defesa das Prerrog. Parlamentares | Luiz Henrique (Republicanos) |

## Composição
| Lideranças (2025)                     | Lideranças (2025)       | Lideranças (2025)       | Lideranças (2025)      | Lideranças (2025)      |
| ------------------------------------- | ----------------------- | ----------------------- | ---------------------- | ---------------------- |
| Líder do Governo                      | Líder do Governo        | Líder do Governo        | Guilherme Sampaio (PT) | Guilherme Sampaio (PT) |
| Representações - Blocos Parlamentares |                         |                         |                        |                        |
| PT, PCdoB, PSD e Avante               | PT, PCdoB, PSD e Avante | PT, PCdoB, PSD e Avante | Missias Dias (PT)      | Missias Dias (PT)      |
| PSB, PSDB e Cidadania                 | PSB, PSDB e Cidadania   | PSB, PSDB e Cidadania   | Marcos Sobreira (PSB)  | Marcos Sobreira (PSB)  |
| Representações - Partidos Políticos   |                         |                         |                        |                        |
| Partido                               | Federação               | Assentos                | Líder                  | Posição                |
| UNIÃO                                 |                         | 4                       | Sargento Reginauro     | Oposição               |
| PSD                                   | 3                       | Líder do Bloco          | Governo                |                        |
| PT                                    | FE Brasil               | 9                       | Líder do Bloco         | Governo                |
| PCdoB                                 | FE Brasil               | 1                       | Líder do Bloco         | Governo                |
| PP                                    |                         | 3                       | Leonardo Pinheiro      | Governo                |
| PL                                    | 2                       | Doutora Silvana         | Oposição               |                        |
| MDB                                   | 3                       |                         | Governo                |                        |
| Avante                                | 1                       | Líder do Bloco          | Governo                |                        |
| PSOL                                  | Fed. PSOL Rede          | 1                       |                        | Governo                |
| Republicanos                          |                         | 2                       | Apóstolo Luiz Henrique | Governo                |
| PSB                                   | 9                       | Líder do Bloco          | Governo                |                        |
| Cidadania                             | Fed.PSDB Cidadania      | 1                       | Líder do Bloco         | Independente           |
| PSDB                                  | Fed.PSDB Cidadania      | 1                       | Líder do Bloco         | Independente           |
| PDT                                   |                         | 4                       | Cláudio Pinho          | Independente           |

## Deputados Estaduais
| Nome                     | Imagem | Partido (Federação)          | Votos   | %     | Notas |
| ------------------------ | ------ | ---------------------------- | ------- | ----- | --- |
| Carmelo Neto             |        | PL                           | 118.603 | 2,33% | |
| Evandro Leitão           |        | PT FE Brasil                 | 113.808 | 2,23% | Eleito pelo PDT, migrou para o PT em 2023, renunciou ao mandato em 31 de dezembro de 2024 para assumir o cargo de prefeito de Fortaleza, para o qual fora eleito nos pleitos realizados em outubro do mesmo ano. |
| Marta Gonçalves          |        | PSB                          | 112.787 | 2,21% | Eleita pelo PL, migrou para o PSB em 2025. |
| Fernando Santana         |        | PT FE Brasil                 | 111.639 | 2,19% | Licenciou-se do mandato em fevereiro de 2025 para assumir a Secretaria Estadual de Recursos Hídricos do Ceará.                                                                                                   |
| Sérgio Aguiar            |        | PSB                          | 97.522  | 1,91% | Eleito pelo PDT, migrou para o PSB em 2025. |
| Romeu Aldigueri          |        | PSB                          | 90.399  | 1,77% | Eleito pelo PDT, migrou para o PSB em 2025. |
| Zezinho Albuquerque      |        | PP                           | 85.138  | 1,67% | Licenciou-se do mandato em fevereiro de 2023 para assumir a Secretaria Estadual de Cidades do Ceará. |
| Doutora Silvana          |        | PL                           | 83.423  | 1,64% | |
| Gabriella Aguiar         |        | PSD                          | 83.128  | 1,63% | Renunciou ao mandato em 27 de dezembro de 2024 para assumir o cargo de vice-prefeita de Fortaleza, para o qual fora eleita nos pleitos realizados em outubro do mesmo ano.                                       |
| Renato Roseno            |        | PSOL Fed. PSOL Rede          | 83.062  | 1,63% | |
| Cláudio Pinho            |        | PDT                          | 82.267  | 1,61% | |
| Osmar Baquit             |        | PSB                          | 79.769  | 1,56% | Eleito pelo PDT, migrou para o PSB em 2025. Licenciou-se em janeiro de 2025 para assumir a Secretaria Regional 4 da Prefeitura de Fortaleza.                                                                     |
| Pastor Alcides Fernandes |        | PL                           | 79.207  | 1,55% | |
| David Durand             |        | Republicanos                 | 78.419  | 1,54% | |
| Guilherme Landim         |        | PSB                          | 76.726  | 1,51% | Eleito pelo PDT, migrou para o PSB em 2025. |
| João Jaime               |        | PP                           | 76.053  | 1,49% | |
| Marcos Sobreira          |        | PSB                          | 72.183  | 1,42% | Eleito pelo PDT, migrou para o PSB em 2025. |
| Jeová Mota               |        | PSB                          | 68.881  | 1,35% | Eleito pelo PDT, migrou para o PSB em 2025. |
| Agenor Neto              |        | MDB                          | 68.289  | 1,34% | |
| Antonio Henrique         |        | PDT                          | 67.148  | 1,32% | |
| Lia Gomes                |        | PSB                          | 67.000  | 1,31% | Eleita pelo PDT, migrou para o PSB em 2025. Licenciou-se do mandato para assumir a Secretaria Estadual das Mulheres do Ceará em janeiro de 2023.                                                                 |
| Queiroz Filho            |        | PDT                          | 64.374  | 1,26% | |
| Danniel Oliveira         |        | MDB                          | 63.463  | 1,24% | |
| De Assis Diniz           |        | PT FE Brasil                 | 63.253  | 1,24% | |
| Moisés Braz              |        | PT FE Brasil                 | 63.149  | 1,24% | Licenciou-se do mandato para assumir a Secretaria Estadual de Desenvolvimento Agrário do Ceará em janeiro de 2023.                                                                                               |
| Oriel Filho              |        | PT FE Brasil                 | 60.642  | 1,19% | Eleito pelo PDT, migrou para o PT em 2025. Licenciou-se do mandato em janeiro de 2023 para assumir a Secretaria Estadual de Pesca e Aquicultura do Ceará.                                                        |
| Firmo Camurça            |        | UNIÃO                        | 57.836  | 1,13% | |
| Salmito                  |        | PSB                          | 56.624  | 1,11% | Eleito pelo PDT, migrou para o PSB em 2025. Licenciou-se do mandato para assumir a Secretaria Estadual de Desenvolvimento Econômico do Ceará em janeiro de 2023 retornando ao mandato em dezembro de 2024.       |
| Leonardo Pinheiro        |        | PP                           | 56.059  | 1,10% | |
| Alysson Aguiar           |        | PCdoB FE Brasil              | 55.449  | 1,09% | |
| Davi de Raimundão        |        | MDB                          | 55.112  | 1,08% | |
| Dr. Oscar Rodrigues      |        | UNIÃO                        | 54.066  | 1,06% | Renunciou ao mandato em 31 de dezembro de 2024 para assumir o cargo de prefeito de Sobral, para o qual fora eleito no pleito realizado em outubro do mesmo ano.                                                  |
| Dr. Lucílvio Girão       |        | PSD                          | 52.368  | 1,03% | |
| Luana Ribeiro            |        | Cidadania Fed.PSDB Cidadania | 51.548  | 1,01% | |
| Jô Farias                |        | PT FE Brasil                 | 47.816  | 0,94% | |
| Júlio César Filho        |        | PT FE Brasil                 | 46.082  | 0,90% | |
| Juliana Lucena           |        | PT FE Brasil                 | 45.474  | 0,89% | |
| Missias do MST           |        | PT FE Brasil                 | 44.853  | 0,88% | |
| Sargento Reginauro       |        | UNIÃO                        | 41.635  | 0,82% | |
| Larissa Gaspar           |        | PT FE Brasil                 | 37.887  | 0,74% | |
| Felipe Mota              |        | UNIÃO                        | 36.949  | 0,72% | |
| Fernando Hugo            |        | PSD                          | 36.880  | 0,72% | |
| Apóstolo Luiz Henrique   |        | Republicanos                 | 35.149  | 0,69% | |
| Emilia Pessoa            |        | PSDB Fed.PSDB Cidadania      | 33.275  | 0,65% | |
| Lucinildo Frota          |        | PDT                          | 21.751  | 0,43% | Eleito pelo MOBILIZA, migrou para o PDT em fevereiro de 2024. |
| Stuart Castro            |        | Avante                       | 17.243  | 0,34% | |

## Suplentes que assumiram
| Nome               | Imagem                 | Partido (Federação)     | Votos  | Titular | Motivo |
| ------------------ | ---------------------- | ----------------------- | ------ | --- | --- |
| Antônio Granja     |                        | PSB                     | 49.581 | Oriel Filho (PT) | Concorreu pelo PDT, migrando para o PSB em 2025, Assumiu o mandato como suplente em janeiro de 2023, em virtude da licença do titular para assumir a Secretaria Estadual de Pesca e Aquicultura do Ceará. |
| Nizo Costa         |                        | PT FE Brasil            | 37.110 | Moisés Braz (PT) | Assumiu o mandato como suplente em janeiro de 2023, em virtude da licença do titular para assumir a Secretaria Estadual de Desenvolvimento Agrário do Ceará, renunciando posteriormente.                  |
| Guilherme Sampaio  |                        | PT FE Brasil            | 36.063 | Fernando Santana (PT)                                                                                                  | Assumiu o mandato durante licença de quatro meses do titular que se iniciou em 1.º de março de 2023. |
| Guilherme Sampaio  | Larissa Gaspar (PT)    | PT FE Brasil            | 36.063 | Assumiu o mandato durante licença de quatro meses da titular.                                                          | |
| Pedro Lobo         |                        | PT FE Brasil            | 16.519 | Nizo Costa (PT) | Assumiu o mandato como suplente em agosto de 2024, após a renúncia do suplente efetivado Nizo Costa. |
| Bruno Pedrosa      |                        | PT FE Brasil            | 51.620 | Evandro Leitão (PT) | Concorreu pelo PDT, Assumiu oficialmente a titularidade do mandato após a renúncia do titular, que fora eleito prefeito de Fortaleza.                                                                     |
| Apollo Vicz        |                        | PSD                     | 30.119 | Gabriella Aguiar (PSD)                                                                                                 | Assumiu o mandato como suplente durante a licença maternidade da titular, iniciada em 22 de outubro de 2024.                                                                                              |
| Heitor Férrer      |                        | UNIÃO                   | 33.915 | Dr. Oscar Rodrigues (UNIÃO)                                                                                            | Assumiu oficialmente a titularidade do mandato após a renúncia do titular, que que fora eleito prefeito de Sobral.                                                                                        |
| Simão Pedro        |                        | PSD                     | 35.414 | Dr. Lucílvio Girão (PSD)                                                                                               | Assumiu o mandato durante licença de quatro meses do titular que se iniciou em 1.º de junho de 2023. |
| Simão Pedro        | Gabriella Aguiar (PSD) | PSD                     | 35.414 | Assumiu oficialmente a titularidade do mandato após a renúncia do titular, que fora eleita vice-prefeita de Fortaleza. | |
| Keivia Dias        |                        | PSD                     | 29.844 | Simão Pedro (PSD) | Assumiu o mandato durante licença de quatro meses do titular, iniciada em 3 de julho de 2025. |
| Almir Bié          |                        | PP                      | 35.510 | Zezinho Albuquerque (PP)                                                                                               | Assumiu o mandato como suplente em janeiro de 2023, em virtude da licença do titular para assumir Secretaria Estadual de Cidades do Ceará.                                                                |
| Acrisio Sena       |                        | PT FE Brasil            | 30.653 | Júlio César Filho (PT)                                                                                                 | Assumiu o mandato durante licença de quatro meses do titular, iniciada em 13 de março de 2025. |
| Tin Gomes          |                        | PSB                     | 35.075 | Lia Gomes (PSB) | Concorreu pelo PDT, migrando para o PSB em 2025, Assumiu o mandato como suplente em janeiro de 2025, em virtude da licença do titular para assumir Secretaria Estadual das Mulheres do Ceará.             |
| Gordim Araújo      |                        | PSDB Fed.PSDB Cidadania | 30.357 | Emilia Pessoa (PSDB)                                                                                                   | Assumiu o mandato durante licença de quatro meses da titular. |
| Guilherme Bismarck |                        | PSB                     | 37.673 | Osmar Baquit (PSB) | Concorreu pelo PDT, migrando para o PSB em 2025, Assumiu o mandato como suplente em janeiro de 2025, em virtude da licença do titular para assumir a Secretaria Regional 4 da prefeitura de Fortaleza.    |
| Pedro Matos        |                        | Avante                  | 11.963 | Dra. Silvana (PL) | Concorreu pelo PL, Assumiu o mandato durante a licença de quatro meses da titular para tratamento de saúde.                                                                                               |

## Renúncias
| Nome                | Partido (Federação) | Votos   | Efetivado             | Motivo |
| ------------------- | ------------------- | ------- | --------------------- | --- |
| Evandro Leitão      | PT FE Brasil        | 113.808 | Bruno Pedrosa (PT)    | Renunciou ao mandato em 31 de dezembro de 2024 para assumir o cargo de prefeito de Fortaleza, para o qual fora eleito nos pleitos realizados em outubro do mesmo ano.      |
| Gabriella Aguiar    | PSD                 | 83.128  | Simão Pedro (PSD)     | Renunciou ao mandato em 27 de dezembro de 2024 para assumir o cargo de vice-prefeita de Fortaleza, para o qual fora eleita nos pleitos realizados em outubro do mesmo ano. |
| Dr. Oscar Rodrigues | UNIÃO               | 54.066  | Heitor Férrer (UNIÃO) | Renunciou ao mandato em 31 de dezembro de 2024 para assumir o cargo de prefeito de Sobral, para o qual fora eleito no pleito realizado em outubro do mesmo ano.            |

## Comissões

### Biênio 2025-2026
| Comissões Temáticas                                                    | 2025-2026                 | 2025-2026               | 2025-2026                   | 2025-2026 |
| Comissões Temáticas                                                    | Presidentes               | Vice-presidentes        | Membros Titulares           | Ref.      |
| ---------------------------------------------------------------------- | ------------------------- | ----------------------- | --------------------------- | --------- |
| Comissão de Agropecuária                                               | Missias Dias (PT)         | Agenor Neto (MDB)       | Simão Pedro (PSD)           | [ 40 ]    |
| Comissão de Agropecuária                                               | Missias Dias (PT)         | Agenor Neto (MDB)       | Salmito (PSB)               | [ 40 ]    |
| Comissão de Agropecuária                                               | Missias Dias (PT)         | Agenor Neto (MDB)       | Queiroz Filho (PDT)         | [ 40 ]    |
|                                                                        |                           |                         |                             |           |
| Comissão de Ciência, Tecnologia e Educação Superior                    | Cláudio Pinho (PDT)       | Emilia Pessoa (PSDB)    | Guilherme Sampaio (PT)      | [ 41 ]    |
| Comissão de Ciência, Tecnologia e Educação Superior                    | Cláudio Pinho (PDT)       | Emilia Pessoa (PSDB)    | Agenor Neto (MDB)           | [ 41 ]    |
| Comissão de Ciência, Tecnologia e Educação Superior                    | Cláudio Pinho (PDT)       | Emilia Pessoa (PSDB)    | Alysson Aguiar (PCdoB)      | [ 41 ]    |
|                                                                        |                           |                         |                             |           |
| Comissão de Constituição, Justiça e Redação                            | Salmito (PSB)             | Missias Dias (PT)       | Guilherme Sampaio (PT)      | [ 42 ]    |
| Comissão de Constituição, Justiça e Redação                            | Salmito (PSB)             | Missias Dias (PT)       | Júlio César Filho (PT)      | [ 42 ]    |
| Comissão de Constituição, Justiça e Redação                            | Salmito (PSB)             | Missias Dias (PT)       | Antônio Granja (PSB)        | [ 42 ]    |
| Comissão de Constituição, Justiça e Redação                            | Salmito (PSB)             | Missias Dias (PT)       | Sargento Reginauro (UNIÃO)  | [ 42 ]    |
| Comissão de Constituição, Justiça e Redação                            | Salmito (PSB)             | Missias Dias (PT)       | Queiroz Filho (PDT)         | [ 42 ]    |
| Comissão de Constituição, Justiça e Redação                            | Salmito (PSB)             | Missias Dias (PT)       | Agenor Neto (MDB)           | [ 42 ]    |
| Comissão de Constituição, Justiça e Redação                            | Salmito (PSB)             | Missias Dias (PT)       | Carmelo Neto (PL)           | [ 42 ]    |
|                                                                        |                           |                         |                             |           |
| Comissão de Cultura e Esportes                                         | Emilia Pessoa (PSDB)      | Bruno Pedrosa (PT)      | Almir Bié (PP)              | [ 43 ]    |
| Comissão de Cultura e Esportes                                         | Emilia Pessoa (PSDB)      | Bruno Pedrosa (PT)      | Guilherme Sampaio (PT)      | [ 43 ]    |
| Comissão de Cultura e Esportes                                         | Emilia Pessoa (PSDB)      | Bruno Pedrosa (PT)      | Guilherme Bismarck (PSB)    | [ 43 ]    |
|                                                                        |                           |                         |                             |           |
| Comissão de Infância e Adolescência                                    | Luana Ribeiro (Cidadania) | Jô Farias (PT)          | Juliana Lucena (PT)         | [ 44 ]    |
| Comissão de Infância e Adolescência                                    | Luana Ribeiro (Cidadania) | Jô Farias (PT)          | Alysson Aguiar (PCdoB)      | [ 44 ]    |
| Comissão de Infância e Adolescência                                    | Luana Ribeiro (Cidadania) | Jô Farias (PT)          | Queiroz Filho (PDT)         | [ 44 ]    |
|                                                                        |                           |                         |                             |           |
| Comissão de Defesa do Consumidor                                       | Fernando Hugo (PSD)       | Guilherme Landim (PSB)  | Jô Farias (PT)              | [ 45 ]    |
| Comissão de Defesa do Consumidor                                       | Fernando Hugo (PSD)       | Guilherme Landim (PSB)  | Pedro Lobo (PT)             | [ 45 ]    |
| Comissão de Defesa do Consumidor                                       | Fernando Hugo (PSD)       | Guilherme Landim (PSB)  | Marcos Sobreira (PSB)       | [ 45 ]    |
| Comissão de Defesa do Consumidor                                       | Fernando Hugo (PSD)       | Guilherme Landim (PSB)  | Alysson Aguiar (PCdoB)      | [ 45 ]    |
| Comissão de Defesa do Consumidor                                       | Fernando Hugo (PSD)       | Guilherme Landim (PSB)  | Lucinildo Frota (PDT)       | [ 45 ]    |
|                                                                        |                           |                         |                             |           |
| Comissão de Defesa e Direitos da Mulher                                | Juliana Lucena (PT)       | Jô Farias (PT)          | Emilia Pessoa (PSDB)        | [ 46 ]    |
| Comissão de Defesa e Direitos da Mulher                                | Juliana Lucena (PT)       | Jô Farias (PT)          | Marta Gonçalves (PSB)       | [ 46 ]    |
| Comissão de Defesa e Direitos da Mulher                                | Juliana Lucena (PT)       | Jô Farias (PT)          | Luana Ribeiro (Cidadania)   | [ 46 ]    |
|                                                                        |                           |                         |                             |           |
| Comissão de Defesa Social                                              | Leonardo Pinheiro (PP)    | Agenor Neto (MDB)       | Missias Dias (PT)           | [ 47 ]    |
| Comissão de Defesa Social                                              | Leonardo Pinheiro (PP)    | Agenor Neto (MDB)       | Luana Ribeiro (Cidadania)   | [ 47 ]    |
| Comissão de Defesa Social                                              | Leonardo Pinheiro (PP)    | Agenor Neto (MDB)       | Sargento Reginauro (UNIÃO)  | [ 47 ]    |
|                                                                        |                           |                         |                             |           |
| Comissão de Desenvolvimento Regional, Recursos Hídricos, Minas e Pesca | Stuart Castro (Avante)    | Guilherme Landim (PSB)  | Bruno Pedrosa (PT)          | [ 48 ]    |
| Comissão de Desenvolvimento Regional, Recursos Hídricos, Minas e Pesca | Stuart Castro (Avante)    | Guilherme Landim (PSB)  | Leonardo Pinheiro (PP)      | [ 48 ]    |
| Comissão de Desenvolvimento Regional, Recursos Hídricos, Minas e Pesca | Stuart Castro (Avante)    | Guilherme Landim (PSB)  | Antônio Henrique (PDT)      | [ 48 ]    |
|                                                                        |                           |                         |                             |           |
| Comissão de Direitos Humanos e Cidadania                               | Renato Roseno (PSOL)      | Missias Dias (PT)       | Guilherme Sampaio (PT)      | [ 49 ]    |
| Comissão de Direitos Humanos e Cidadania                               | Renato Roseno (PSOL)      | Missias Dias (PT)       | Marcos Sobreira (PSB)       | [ 49 ]    |
| Comissão de Direitos Humanos e Cidadania                               | Renato Roseno (PSOL)      | Missias Dias (PT)       | Cláudio Pinho (PDT)         | [ 49 ]    |
|                                                                        |                           |                         |                             |           |
| Comissão de Educação Básica                                            | Marcos Sobreira (PSB)     | Jô Farias (PT)          | Guilherme Sampaio (PT)      | [ 50 ]    |
| Comissão de Educação Básica                                            | Marcos Sobreira (PSB)     | Jô Farias (PT)          | Queiroz Filho (PDT)         | [ 50 ]    |
| Comissão de Educação Básica                                            | Marcos Sobreira (PSB)     | Jô Farias (PT)          | David Durand (Republicanos) | [ 50 ]    |
| Comissão de Educação Básica                                            | Marcos Sobreira (PSB)     | Jô Farias (PT)          | Juliana Lucena (PT)         | [ 50 ]    |
| Comissão de Educação Básica                                            | Marcos Sobreira (PSB)     | Jô Farias (PT)          | Salmito (PSB)               | [ 50 ]    |
|                                                                        |                           |                         |                             |           |
| Comissão de Fiscalização e Controle                                    | Agenor Neto (MDB)         | Leonardo Pinheiro (PP)  | Pedro Lobo (PT)             | [ 51 ]    |
| Comissão de Fiscalização e Controle                                    | Agenor Neto (MDB)         | Leonardo Pinheiro (PP)  | Stuart Castro (Avante)      | [ 51 ]    |
| Comissão de Fiscalização e Controle                                    | Agenor Neto (MDB)         | Leonardo Pinheiro (PP)  | Guilherme Sampaio (PT)      | [ 51 ]    |
| Comissão de Fiscalização e Controle                                    | Agenor Neto (MDB)         | Leonardo Pinheiro (PP)  | Missias Dias (PT)           | [ 51 ]    |
| Comissão de Fiscalização e Controle                                    | Agenor Neto (MDB)         | Leonardo Pinheiro (PP)  | Guilherme Bismarck (PSB)    | [ 51 ]    |
| Comissão de Fiscalização e Controle                                    | Agenor Neto (MDB)         | Leonardo Pinheiro (PP)  | Sérgio Aguiar (PSB)         | [ 51 ]    |
| Comissão de Fiscalização e Controle                                    | Agenor Neto (MDB)         | Leonardo Pinheiro (PP)  | Cláudio Pinho (PDT)         | [ 51 ]    |
|                                                                        |                           |                         |                             |           |
| Comissão de Indústria, Desenvolvimento Econômico e Comércio            | Firmo Camurça (UNIÃO)     | Sérgio Aguiar (PSB)     | Salmito (PSB)               | [ 52 ]    |
| Comissão de Indústria, Desenvolvimento Econômico e Comércio            | Firmo Camurça (UNIÃO)     | Sérgio Aguiar (PSB)     | Bruno Pedrosa (PT)          | [ 52 ]    |
| Comissão de Indústria, Desenvolvimento Econômico e Comércio            | Firmo Camurça (UNIÃO)     | Sérgio Aguiar (PSB)     | Almir Bié (PP)              | [ 52 ]    |
|                                                                        |                           |                         |                             |           |
| Comissão de Juventude                                                  | Antônio Henrique (PDT)    | Davi de Raimundão (MDB) | Juliana Lucena (PT)         | [ 53 ]    |
| Comissão de Juventude                                                  | Antônio Henrique (PDT)    | Davi de Raimundão (MDB) | Guilherme Bismarck (PSB)    | [ 53 ]    |
| Comissão de Juventude                                                  | Antônio Henrique (PDT)    | Davi de Raimundão (MDB) | Bruno Pedrosa (PT)          | [ 53 ]    |
|                                                                        |                           |                         |                             |           |
| Comissão de Meio Ambiente e Desenvolvimento do Semiárido               | Bruno Pedrosa (PT)        | Stuart Castro (Avante)  | Agenor Neto (MDB)           | [ 54 ]    |
| Comissão de Meio Ambiente e Desenvolvimento do Semiárido               | Bruno Pedrosa (PT)        | Stuart Castro (Avante)  | Renato Roseno (PSOL)        | [ 54 ]    |
| Comissão de Meio Ambiente e Desenvolvimento do Semiárido               | Bruno Pedrosa (PT)        | Stuart Castro (Avante)  | Guilherme Bismarck (PSB)    | [ 54 ]    |
|                                                                        |                           |                         |                             |           |
| Comissão de Orçamento, Finanças e Tributação                           | Sérgio Aguiar (PSB)       | Missias Dias (PT)       | Guilherme Sampaio (PT)      | [ 55 ]    |
| Comissão de Orçamento, Finanças e Tributação                           | Sérgio Aguiar (PSB)       | Missias Dias (PT)       | Júlio César Filho (PT)      | [ 55 ]    |
| Comissão de Orçamento, Finanças e Tributação                           | Sérgio Aguiar (PSB)       | Missias Dias (PT)       | Lucinildo Frota (PDT)       | [ 55 ]    |
| Comissão de Orçamento, Finanças e Tributação                           | Sérgio Aguiar (PSB)       | Missias Dias (PT)       | Tin Gomes (PSB)             | [ 55 ]    |
| Comissão de Orçamento, Finanças e Tributação                           | Sérgio Aguiar (PSB)       | Missias Dias (PT)       | Antônio Henrique (PDT)      | [ 55 ]    |
| Comissão de Orçamento, Finanças e Tributação                           | Sérgio Aguiar (PSB)       | Missias Dias (PT)       | Agenor Neto (MDB)           | [ 55 ]    |
| Comissão de Orçamento, Finanças e Tributação                           | Sérgio Aguiar (PSB)       | Missias Dias (PT)       | Dra. Silvana (PL)           | [ 55 ]    |
|                                                                        |                           |                         |                             |           |
| Comissão de Previdência Social e Saúde                                 | Alysson Aguiar (PCdoB)    | Guilherme Landim (PSB)  | Heitor Férrer (UNIÃO)       | [ 56 ]    |
| Comissão de Previdência Social e Saúde                                 | Alysson Aguiar (PCdoB)    | Guilherme Landim (PSB)  | Dra. Silvana (PL)           | [ 56 ]    |
| Comissão de Previdência Social e Saúde                                 | Alysson Aguiar (PCdoB)    | Guilherme Landim (PSB)  | Guilherme Sampaio (PT)      | [ 56 ]    |
| Comissão de Previdência Social e Saúde                                 | Alysson Aguiar (PCdoB)    | Guilherme Landim (PSB)  | Lucílvio Girão (PSD)        | [ 56 ]    |
| Comissão de Previdência Social e Saúde                                 | Alysson Aguiar (PCdoB)    | Guilherme Landim (PSB)  | Leonardo Pinheiro (PP)      | [ 56 ]    |
|                                                                        |                           |                         |                             |           |
| Comissão de Proteção Social e Combate à Fome                           | Guilherme Landim (PSB)    | Missias Dias (PT)       | Jô Farias (PT)              | [ 57 ]    |
| Comissão de Proteção Social e Combate à Fome                           | Guilherme Landim (PSB)    | Missias Dias (PT)       | Simão Pedro (PSD)           | [ 57 ]    |
| Comissão de Proteção Social e Combate à Fome                           | Guilherme Landim (PSB)    | Missias Dias (PT)       | Renato Roseno (PSOL)        | [ 57 ]    |
|                                                                        |                           |                         |                             |           |
| Comissão de Trabalho, Administração e Serviço Público                  | Júlio César Filho (PT)    | Guilherme Landim (PSB)  | Guilherme Sampaio (PT)      | [ 58 ]    |
| Comissão de Trabalho, Administração e Serviço Público                  | Júlio César Filho (PT)    | Guilherme Landim (PSB)  | Missias Dias (PT)           | [ 58 ]    |
| Comissão de Trabalho, Administração e Serviço Público                  | Júlio César Filho (PT)    | Guilherme Landim (PSB)  | Tin Gomes (PSB)             | [ 58 ]    |
| Comissão de Trabalho, Administração e Serviço Público                  | Júlio César Filho (PT)    | Guilherme Landim (PSB)  | Agenor Neto (MDB)           | [ 58 ]    |
| Comissão de Trabalho, Administração e Serviço Público                  | Júlio César Filho (PT)    | Guilherme Landim (PSB)  | Leonardo Pinheiro (PP)      | [ 58 ]    |
|                                                                        |                           |                         |                             |           |
| Comissão de Turismo e Serviços                                         | Marta Gonçalves (PSB)     | Júlio César Filho (PT)  | Guilherme Bismarck (PSB)    | [ 59 ]    |
| Comissão de Turismo e Serviços                                         | Marta Gonçalves (PSB)     | Júlio César Filho (PT)  | Lucinildo Frota (PDT)       | [ 59 ]    |
| Comissão de Turismo e Serviços                                         | Marta Gonçalves (PSB)     | Júlio César Filho (PT)  | Sérgio Aguiar (PSB)         | [ 59 ]    |
|                                                                        |                           |                         |                             |           |
| Comissão de Viação, Transporte e Desenvolvimento Urbano                | Lucinildo Frota (PDT)     | Bruno Pedrosa (PT)      | Marta Gonçalves (PSB)       | [ 60 ]    |

### Biênio 2023-2024
| Comissões Temáticas                                                    | 2023-2024                  | 2023-2024                  | 2023-2024                             | 2023-2024     |
| Comissões Temáticas                                                    | Presidentes                | Vice-presidentes           | Membros Titulares                     | Ref.          |
| ---------------------------------------------------------------------- | -------------------------- | -------------------------- | ------------------------------------- | ------------- |
| Comissão de Agropecuária                                               | Missias Dias (PT)          | Agenor Neto (MDB)          | Romeu Aldigueri (PDT)                 | [ 61 ]        |
| Comissão de Agropecuária                                               | Missias Dias (PT)          | Agenor Neto (MDB)          | Leonardo Pinheiro (PP)                | [ 61 ]        |
| Comissão de Agropecuária                                               | Missias Dias (PT)          | Agenor Neto (MDB)          | Felipe Mota (UNIÃO)                   | [ 61 ]        |
|                                                                        |                            |                            |                                       |               |
| Comissão de Ciência, Tecnologia e Educação Superior                    | Marcos Sobreira (PDT)      | Emilia Pessoa (PSDB)       | Antônio Henrique (PDT)                | [ 61 ]        |
| Comissão de Ciência, Tecnologia e Educação Superior                    | Marcos Sobreira (PDT)      | Emilia Pessoa (PSDB)       | Davi de Raimundão (MDB)               | [ 61 ]        |
| Comissão de Ciência, Tecnologia e Educação Superior                    | Marcos Sobreira (PDT)      | Emilia Pessoa (PSDB)       | Luana Ribeiro (Cidadania)             | [ 61 ]        |
|                                                                        |                            |                            |                                       |               |
| Comissão de Constituição, Justiça e Redação                            | Júlio César Filho (PT)     | De Assis Diniz (PT)        | Alysson Aguiar (PCdoB)                | [ 61 ]        |
| Comissão de Constituição, Justiça e Redação                            | Júlio César Filho (PT)     | De Assis Diniz (PT)        | Romeu Aldigueri (PDT)                 | [ 61 ]        |
| Comissão de Constituição, Justiça e Redação                            | Júlio César Filho (PT)     | De Assis Diniz (PT)        | Antônio Granja (PDT)                  | [ 61 ]        |
| Comissão de Constituição, Justiça e Redação                            | Júlio César Filho (PT)     | De Assis Diniz (PT)        | Marcos Sobreira (PDT)                 | [ 61 ]        |
| Comissão de Constituição, Justiça e Redação                            | Júlio César Filho (PT)     | De Assis Diniz (PT)        | Carmelo Neto (PL)                     | [ 61 ]        |
| Comissão de Constituição, Justiça e Redação                            | Júlio César Filho (PT)     | De Assis Diniz (PT)        | Felipe Mota (UNIÃO)                   | [ 61 ]        |
| Comissão de Constituição, Justiça e Redação                            | Júlio César Filho (PT)     | De Assis Diniz (PT)        | Leonardo Pinheiro (PP)                | [ 61 ]        |
|                                                                        |                            |                            |                                       |               |
| Comissão de Cultura e Esportes                                         | Emilia Pessoa (PSDB)       | Jeová Mota (PDT)           | Larissa Gaspar (PT)                   | [ 61 ]        |
| Comissão de Cultura e Esportes                                         | Emilia Pessoa (PSDB)       | Jeová Mota (PDT)           | Almir Bié (PP)                        | [ 61 ]        |
| Comissão de Cultura e Esportes                                         | Emilia Pessoa (PSDB)       | Jeová Mota (PDT)           | Renato Roseno (PSOL)                  | [ 61 ]        |
|                                                                        |                            |                            |                                       |               |
| Comissão de Infância e Adolescência                                    | Luana Ribeiro (Cidadania)  | Larissa Gaspar (PT)        | Lia Gomes (PDT)                       | [ 61 ] [ 62 ] |
| Comissão de Infância e Adolescência                                    | Luana Ribeiro (Cidadania)  | Larissa Gaspar (PT)        | Jô Farias (PT)                        | [ 61 ] [ 62 ] |
| Comissão de Infância e Adolescência                                    | Luana Ribeiro (Cidadania)  | Larissa Gaspar (PT)        | Apóstolo Luiz Henrique (Republicanos) | [ 61 ] [ 62 ] |
|                                                                        |                            |                            |                                       |               |
| Comissão de Defesa do Consumidor                                       | Fernando Hugo (PSD)        | Guilherme Landim (PDT)     | Larissa Gaspar (PT)                   | [ 61 ]        |
| Comissão de Defesa do Consumidor                                       | Fernando Hugo (PSD)        | Guilherme Landim (PDT)     | Júlio César Filho (PT)                | [ 61 ]        |
| Comissão de Defesa do Consumidor                                       | Fernando Hugo (PSD)        | Guilherme Landim (PDT)     | Lia Gomes (PDT)                       | [ 61 ]        |
| Comissão de Defesa do Consumidor                                       | Fernando Hugo (PSD)        | Guilherme Landim (PDT)     | Queiroz Filho (PDT)                   | [ 61 ]        |
| Comissão de Defesa do Consumidor                                       | Fernando Hugo (PSD)        | Guilherme Landim (PDT)     | Agenor Neto (MDB)                     | [ 61 ]        |
|                                                                        |                            |                            |                                       |               |
| Comissão de Defesa Social                                              | Leonardo Pinheiro (PP)     | Júlio César Filho (PT)     | Romeu Aldigueri (PDT)                 | [ 61 ] [ 62 ] |
| Comissão de Defesa Social                                              | Leonardo Pinheiro (PP)     | Júlio César Filho (PT)     | Davi de Raimundão (MDB)               | [ 61 ] [ 62 ] |
| Comissão de Defesa Social                                              | Leonardo Pinheiro (PP)     | Júlio César Filho (PT)     | Sargento Reginauro (UNIÃO)            | [ 61 ] [ 62 ] |
|                                                                        |                            |                            |                                       |               |
| Comissão de Desenvolvimento Regional, Recursos Hídricos, Minas e Pesca | Stuart Castro (Avante)     | Queiroz Filho (PDT)        | Nizo Costa (PT)                       | [ 61 ] [ 62 ] |
| Comissão de Desenvolvimento Regional, Recursos Hídricos, Minas e Pesca | Stuart Castro (Avante)     | Queiroz Filho (PDT)        | Cláudio Pinho (PDT)                   | [ 61 ] [ 62 ] |
| Comissão de Desenvolvimento Regional, Recursos Hídricos, Minas e Pesca | Stuart Castro (Avante)     | Queiroz Filho (PDT)        | Almir Bié (PP)                        | [ 61 ] [ 62 ] |
|                                                                        |                            |                            |                                       |               |
| Comissão de Direitos Humanos e Cidadania                               | Renato Roseno (PSOL)       | Larissa Gaspar (PT)        | Lia Gomes (PDT)                       | [ 61 ] [ 62 ] |
| Comissão de Direitos Humanos e Cidadania                               | Renato Roseno (PSOL)       | Larissa Gaspar (PT)        | Alysson Aguiar (PCdoB)                | [ 61 ] [ 62 ] |
| Comissão de Direitos Humanos e Cidadania                               | Renato Roseno (PSOL)       | Larissa Gaspar (PT)        | Jô Farias (PT)                        | [ 61 ] [ 62 ] |
|                                                                        |                            |                            |                                       |               |
| Comissão de Educação                                                   | Cláudio Pinho (PDT)        | Emilia Pessoa (PSDB)       | Queiroz Filho (PDT)                   | [ 61 ] [ 62 ] |
| Comissão de Educação                                                   | Cláudio Pinho (PDT)        | Emilia Pessoa (PSDB)       | Jô Farias (PT)                        | [ 61 ] [ 62 ] |
| Comissão de Educação                                                   | Cláudio Pinho (PDT)        | Emilia Pessoa (PSDB)       | Larissa Gaspar (PT)                   | [ 61 ] [ 62 ] |
| Comissão de Educação                                                   | Cláudio Pinho (PDT)        | Emilia Pessoa (PSDB)       | Guilherme Sampaio (PT)                | [ 61 ] [ 62 ] |
| Comissão de Educação                                                   | Cláudio Pinho (PDT)        | Emilia Pessoa (PSDB)       | David Durand (Republicanos)           | [ 61 ] [ 62 ] |
|                                                                        |                            |                            |                                       |               |
| Comissão de Fiscalização e Controle                                    | Agenor Neto (MDB)          | Carmelo Neto (PL)          | De Assis Diniz (PT)                   | [ 61 ] [ 62 ] |
| Comissão de Fiscalização e Controle                                    | Agenor Neto (MDB)          | Carmelo Neto (PL)          | Júlio César Filho (PT)                | [ 61 ] [ 62 ] |
| Comissão de Fiscalização e Controle                                    | Agenor Neto (MDB)          | Carmelo Neto (PL)          | Alysson Aguiar (PCdoB)                | [ 61 ] [ 62 ] |
| Comissão de Fiscalização e Controle                                    | Agenor Neto (MDB)          | Carmelo Neto (PL)          | Sérgio Aguiar (PDT)                   | [ 61 ] [ 62 ] |
| Comissão de Fiscalização e Controle                                    | Agenor Neto (MDB)          | Carmelo Neto (PL)          | Antônio Henrique (PDT)                | [ 61 ] [ 62 ] |
| Comissão de Fiscalização e Controle                                    | Agenor Neto (MDB)          | Carmelo Neto (PL)          | Romeu Aldigueri (PDT)                 | [ 61 ] [ 62 ] |
| Comissão de Fiscalização e Controle                                    | Agenor Neto (MDB)          | Carmelo Neto (PL)          | Felipe Mota (UNIÃO)                   | [ 61 ] [ 62 ] |
|                                                                        |                            |                            |                                       |               |
| Comissão de Juventude                                                  | Queiroz Filho (PDT)        | Júlio César Filho (PT)     | Antônio Henrique (PDT)                | [ 61 ] [ 62 ] |
| Comissão de Juventude                                                  | Queiroz Filho (PDT)        | Júlio César Filho (PT)     | Emilia Pessoa (PSDB)                  | [ 61 ] [ 62 ] |
| Comissão de Juventude                                                  | Queiroz Filho (PDT)        | Júlio César Filho (PT)     | Jô Farias (PT)                        | [ 61 ] [ 62 ] |
|                                                                        |                            |                            |                                       |               |
| Comissão de Meio Ambiente e Desenvolvimento do Semiárido               | Lucinildo Frota (MOBILIZA) | Renato Roseno (PSOL)       | Leonardo Pinheiro (PP)                | [ 61 ] [ 62 ] |
| Comissão de Meio Ambiente e Desenvolvimento do Semiárido               | Lucinildo Frota (MOBILIZA) | Renato Roseno (PSOL)       | Romeu Aldigueri (PDT)                 | [ 61 ] [ 62 ] |
| Comissão de Meio Ambiente e Desenvolvimento do Semiárido               | Lucinildo Frota (MOBILIZA) | Renato Roseno (PSOL)       | Sargento Reginauro (UNIÃO)            | [ 61 ] [ 62 ] |
|                                                                        |                            |                            |                                       |               |
| Comissão de Orçamento, Finanças e Tributação                           | Sérgio Aguiar (PDT)        | Larissa Gaspar (PT)        | Romeu Aldigueri (PDT)                 | [ 62 ] [ 61 ] |
| Comissão de Orçamento, Finanças e Tributação                           | Sérgio Aguiar (PDT)        | Larissa Gaspar (PT)        | Bruno Pedrosa (PDT)                   | [ 62 ] [ 61 ] |
| Comissão de Orçamento, Finanças e Tributação                           | Sérgio Aguiar (PDT)        | Larissa Gaspar (PT)        | De Assis Diniz (PT)                   | [ 62 ] [ 61 ] |
| Comissão de Orçamento, Finanças e Tributação                           | Sérgio Aguiar (PDT)        | Larissa Gaspar (PT)        | Missias Dias (PT)                     | [ 62 ] [ 61 ] |
| Comissão de Orçamento, Finanças e Tributação                           | Sérgio Aguiar (PDT)        | Larissa Gaspar (PT)        | Carmelo Neto (PL)                     | [ 62 ] [ 61 ] |
| Comissão de Orçamento, Finanças e Tributação                           | Sérgio Aguiar (PDT)        | Larissa Gaspar (PT)        | Sargento Reginauro (UNIÃO)            | [ 62 ] [ 61 ] |
| Comissão de Orçamento, Finanças e Tributação                           | Sérgio Aguiar (PDT)        | Larissa Gaspar (PT)        | Agenor Neto (MDB)                     | [ 62 ] [ 61 ] |
|                                                                        |                            |                            |                                       |               |
| Comissão de Seguridade Social e Saúde                                  | Guilherme Landim (PDT)     | Alysson Aguiar (PCdoB)     | Lia Gomes (PDT)                       | [ 61 ] [ 62 ] |
| Comissão de Seguridade Social e Saúde                                  | Guilherme Landim (PDT)     | Alysson Aguiar (PCdoB)     | Dr. Lucílvio Girão (PSD)              | [ 61 ] [ 62 ] |
| Comissão de Seguridade Social e Saúde                                  | Guilherme Landim (PDT)     | Alysson Aguiar (PCdoB)     | Dra. Silvana (PL)                     | [ 61 ] [ 62 ] |
| Comissão de Seguridade Social e Saúde                                  | Guilherme Landim (PDT)     | Alysson Aguiar (PCdoB)     | Agenor Neto (MDB)                     | [ 61 ] [ 62 ] |
| Comissão de Seguridade Social e Saúde                                  | Guilherme Landim (PDT)     | Alysson Aguiar (PCdoB)     | Leonardo Pinheiro (PP)                | [ 61 ] [ 62 ] |
|                                                                        |                            |                            |                                       |               |
| Comissão de Trabalho, Administração e Serviço Público                  | Jeová Mota (PDT)           | De Assis Diniz (PT)        | Romeu Aldigueri (PDT)                 | [ 61 ] [ 62 ] |
| Comissão de Trabalho, Administração e Serviço Público                  | Jeová Mota (PDT)           | De Assis Diniz (PT)        | Cláudio Pinho (PDT)                   | [ 61 ] [ 62 ] |
| Comissão de Trabalho, Administração e Serviço Público                  | Jeová Mota (PDT)           | De Assis Diniz (PT)        | Júlio César Filho (PT)                | [ 61 ] [ 62 ] |
| Comissão de Trabalho, Administração e Serviço Público                  | Jeová Mota (PDT)           | De Assis Diniz (PT)        | Davi de Raimundão (MDB)               | [ 61 ] [ 62 ] |
| Comissão de Trabalho, Administração e Serviço Público                  | Jeová Mota (PDT)           | De Assis Diniz (PT)        | Leonardo Pinheiro (PP)                | [ 61 ] [ 62 ] |
|                                                                        |                            |                            |                                       |               |
| Comissão de Viação, Transporte e Desenvolvimento Urbano                | Antônio Henrique (PDT)     | Lucinildo Frota (MOBILIZA) | Bruno Pedrosa (PDT)                   | [ 62 ] [ 61 ] |
| Comissão de Viação, Transporte e Desenvolvimento Urbano                | Antônio Henrique (PDT)     | Lucinildo Frota (MOBILIZA) | Nizo Costa (PT)                       | [ 62 ] [ 61 ] |
| Comissão de Viação, Transporte e Desenvolvimento Urbano                | Antônio Henrique (PDT)     | Lucinildo Frota (MOBILIZA) | Firmo Camurça (UNIÃO)                 | [ 62 ] [ 61 ] |